# Hetaeriodes fraudulentus
Hetaeriodes fraudulentus är en skalbaggsart som beskrevs av Schmidt 1893. Hetaeriodes fraudulentus ingår i släktet Hetaeriodes och familjen stumpbaggar. Inga underarter finns listade i Catalogue of Life.